# Michel Tournier
Michel Tournier (Parijs, 19 december 1924 – Choisel, 18 januari 2016) was een Frans schrijver en essayist.

## Biografie
De ouders van Michel Tournier ontmoetten elkaar aan de Sorbonne waar ze allebei Duits studeerden. De Duitse cultuur en muziek en het rooms-katholicisme waren belangrijke elementen in Tourniers opvoeding, die later hun weerslag vonden in zijn literaire werk, met name in Le roi des aulnes, de roman waarvoor hij in 1970 de Prix Goncourt ontving. Verder wordt Tourniers werk gekenmerkt door fantastische elementen en door het gebruik van mythen en historische motieven. Tournier was een bewonderaar van het werk van de Duitse schrijver Günter Grass.
Michel Tournier studeerde filosofie aan de Sorbonne en in Tübingen. Hij wilde leraar worden aan een middelbare school, maar behaalde het hiertoe vereiste examen niet. In de jaren 50 begon hij te werken als radiojournalist. Van 1958 tot 1968 was hij als hoofdredacteur verbonden aan uitgeverij Plon.
In 1967 verscheen Michel Tourniers debuut Vendredi ou les limbes du pacifique, een filosofische hervertelling van Daniel Defoe's Robinson Crusoe. Met dit boek, waarvoor Tournier de grote prijs van de Académie française kreeg, was hij op slag beroemd. Zijn bekendste werk is echter zijn tweede roman, het door Goethe's gedicht Erlkönig geïnspireerde Le roi des aulnes, over een Franse garagehouder die eindigt als recruteur van een Napola-instelling (een eliteschool voor toekomstige nazi-leiders).
In 1971 schreef Tournier een versimpelde versie van zijn debuutroman, die verscheen onder de titel Vendredi ou la vie sauvage. In Frankrijk werd dit boek een klassieker op middelbare scholen. In Nederland werd het in 1999 opgenomen in de scholierenreeks Merles blancs.
Michel Tournier was vanaf 1972 tot aan zijn dood lid van de Académie Goncourt.

### Romans
- 1967 · Vendredi ou les Limbes du Pacifique. Nederlandse vertaling: Vrijdag, of Het andere eiland. Vertaald door Jean Schalekamp. Meulenhoff, Amsterdam, 1968
- 1970 · Le Roi des aulnes. Nederlandse vertaling: De elzenkoning. Vertaald door Jenny Tuin. Meulenhoff, Amsterdam, 1971
- 1971 · Vendredi ou la Vie sauvage
- 1975 · Les Météores. Nederlandse vertaling: De meteoren. Vertaald door Jeanne Holierhoek. Meulenhoff, Amsterdam, 1990
- 1980 · Gaspard, Melchior et Balthazar. Nederlandse vertaling: Gaspard, Melchior en Balthazar. Davidsfonds, Leuven, 1983.
- 1983 · Gilles et Jeanne. Nederlandse vertaling: Gilles en Jeanne. Meulenhoff, Amsterdam, 1984
- 1985 · La Goutte d'Or. Nederlandse vertaling: De gouden druppel. Vertaald door Jeanne Holierhoek, Meulenhoff, Amsterdam, 1987.
- 1996 · Eléazar ou la Source et le Buisson. Nederlandse vertaling: Eleazar of de bron en de struik. Vertaald door Jeanne Holierhoek. Meulenhoff, Amsterdam, 1997

### Verhalen ennovellen
- 1978 · Le Coq de bruyère
- 1979 · La Fugue du Petit Poucet
- 1979 · Pierrot ou les secrets de la nuit
- 1980 · Barbedor
- 1982 · L’aire du Muguet
- 1989 · Le Médianoche amoureux

### Essays(selectie)
- 1978 · Le Vent Paraclet
- 1981 · Le Vol du vampire
- 1986 · Petites proses'
- 1988 · Le Tabor et le Sinaï
- 1994 · Le Pied de la lettre
- 1994 · Le Miroir des idées
- 1999 · Célébrations
- 2002 · Journal Extime
- 2003 · Allemagne, un conte d'hiver de Henri Heine
- 2004 · Le Bonheur en Allemagne ?
- 2006 · Les Vertes lectures

- Bibsys: 90098883
- Biblioteca Nacional de España: XX937535
- Bibliothèque nationale de France: cb119269397 (data)
- Catàleg d'autoritats de noms i títols de Catalunya: 981059288972306706
- CiNii: DA0034842X
- Gemeinsame Normdatei: 118623486
- International Standard Name Identifier: 0000 0001 2102 9572
- Library of Congress Control Number: n50014565
- Nationale Bibliotheek van Letland: 000017971
- MusicBrainz: 0733e5ce-5d2e-480a-a1eb-f6398dd687df
- Bibliotheek van het Japanse parlement: 00458979
- Nationale Bibliotheek van Tsjechië: jn19990008584
- Nationale Bibliotheek van Israël: 987007268924905171
- Nationale Bibliotheek van Polen: a0000001187642
- Nationale en Universitaire bibliotheek Zagreb: 000002670
- Nederlandse Thesaurus van Auteursnamen: 068443668
- Réseau des bibliothèques de Suisse occidentale: 02-A003907419
- RKD-Nederlands Instituut voor Kunstgeschiedenis: 410434
- Istituto Centrale per il Catalogo Unico: CFIV004140
- LIBRIS: 209087
- SNAC: w6c27xb7
- Système universitaire de documentation: 027167267
- Virtual International Authority File: 89377307
- WorldCat: E39PBJrmbRXfh4cHWRf8mP9Rrq